# Plistonax insolitus
Plistonax insolitus là một loài bọ cánh cứng trong họ Cerambycidae.